# Manoir de Coat-Nevenez
Le manoir de Coat-Nevenez est situé à Pommerit-Jaudy, en France.

## Localisation
Le manoir est situé sur la commune de Pommerit-Jaudy dans le département des Côtes-d'Armor, dans la région Bretagne.       

## Description
Le manoir est composé de deux bâtiments disposés en équerre. L'un de ces bâtiments comporte une porte d'entrée décorée de deux colonnes avec fronton et deux lucarnes en pierre à pignon. À l'intérieur, présence d'une grande cheminée en granit dont le manteau est supporté par de lourdes consoles, et un escalier en pierre permettant l'accès à l'étage.

## Historique
Au cours de la Seconde Guerre mondiale, le manoir a été incendié par les troupes allemandes.
Il est inscrit partiellement au titre des monuments historiques par arrêté du 24 avril 1926.

## Protection
Éléments protégés : la porte d'entrée, lucarne et linteau sculpté.